# Минин, Григорий Васильевич
Григорий Васильевич Минин — помощник командиpa взвода 3-й отдельной гвардейской воздушно-десантной разведывательной роты (4-я гвардейская воздушно-десантная дивизия, 27-я армия, 2-й Украинский фронт), гвардии старший сержант.

## Биография
Григорий Васильевич Минин родился в крестьянской семье в деревне Лоскатухино Невельского уезда Витебской губернии (в настоящее время Великолукский район Псковской области). Окончил 7 класов школы, работал мельником в колхозе.
В 1940 году Невельским райвоенкоматом Калининской области был призван в ряды Красной армии. С февраля 1943 года на фронтах Великой Отечественной войны.
При разведке в деревне Гужовка (Черниговская область) разведчик Минин вместе со старшим группы переоделся в гражданскую одежду и в деревне засёк одну закопанную самоходную артиллерийскую установку, два танка, огневые точки. Данные были срочно доложены командованию. В бою 6-10 октября 1943 года огнём автомата уничтожил 4-х солдат противника. 27 октября 1943 года гвардии красноармеец Минин приказом по 4-й гвардейской воздушно-десантной дивизии за мужество и героизм в боях против немецко-фашистских захватчиков был награждён медалью «За отвагу».
Гвардии рядовой Минин в составе группы разведчиков 11 ноября 1943 года был направлен в тыл противника с заданием захватить контрольного пленного. Пробравшись в село Старые Соколы Киевской области, они оборудовали наблюдательный пункт в одном из домов села и стали вести наблюдение за отступающим противником. Они засекли 4 танка, 12 орудий, 20 автомашин, 67 повозок и до батальона пехоты. Закончив наблюдение, разведчики покинули дом и заметили группу солдат противника. Подпустив их на 5 метров, старший группы окрикнул их, и когда они начали разбегаться, Минин с одним из разведчиков набросился на одного из солдат, вышибли у него автомат и связали. Разбежавшиеся солдаты начали обстреливать разведчиков. Были ранены разведчик и старший группы, Минин со вторым разведчиком огнём своих автоматов уничтожили десятерых солдат. Затем достали в селе повозку и, погрузив раненых доставили их в расположение части. Пленный дал ценные сведения о противнике. Приказом по 4-й гвардейской воздушно-десантной дивизии от 31 декабря 1943 года Минин был награждён орденом Славы 3-й степени.
В ночь на 10 июня 1944 года гвардии младший сержант Минин с группой проводил разведку в тылу противника в районе города Пьятра-Нямц в Румынии на реке Бистрица. Проходить через передний край обороны пришлось ночью через горы и сплошные леса. Изучалось состояние, обозначенных на карте троп, которые считались непригодными для движения транспорта. При обследовании выяснилось, что часть троп вполне пригодна для гужевого транспорта. При наблюдении за городом был замечен поток войск противника, движущихся на запад. Также было замечено гражданское население, ведущее земляные работы на строительстве оборонительных рубежей на подходах к мосту. На обратном пути группа вступила в короткий бой с противником и уничтожила пулемётный расчёт и часового. Приказом по 104 стрелковому корпусу от 18 августа 1944 года Минин был награждён орденом Отечественной войны 2-й степени.
Группа гвардии младшего сержанта Минина 14 октября 1944 года проникла в тыл в районе населённого пункта к северо-западу от города Клуж (в настоящее время Клуж-Напока). Ворвавшись в село, Минин на одной из улиц обнаружил группу солдат и вступил с ними в бой, в котором было уничтожено 9 солдат противника и 1 взят в плен. Приказом по 27-й армии от 13 декабря 1944 года он был награждён орденом Славы 2-й степени.
Гвардии старший сержант Минин 6 ноября 1944 года к северу от города Мишкольц в Венгрии с группой бойцов проник в тыл врага, разведал его силы, средства и пути отхода, вступил в бой с засадой и истребил свыше 10 солдат противника. 

В декабре 1944 года к югу от города Римавска-Собота в Словакии вместе с подчиненными захватил мост, который был подготовлен противником к взрыву, и удерживал его до подхода стрелковых подразделений. Указом Президиума Верховного Совета СССР от 15 мая 1946 года он был награждён орденом Славы 1-й степени.
Гвардии старшина Минин был демобилизован в марте 1946 года. Жил в Латвии, в городе Рига . Работал гальваником на Рижском электромеханическом заводе.
Скончался Григорий Васильевич Минин 17 августа 1978 года.